# جورج جون بيل
جورج جون بيل (بالإنجليزية: George Bell)‏ هو سياسي أسترالي، ولد في 29 نوفمبر 1872 في أستراليا، وتوفي في 5 مايو 1944 في نفس البلد. حزبياً، نشط في Nationalist Party (Australia) ‏. وقد انتخب عضو مجلس النواب الأسترالي عن دائرة Division of Darwin ‏ (14 نوفمبر 1925 – 7 يوليو 1943) وانتخب عضو مجلس النواب الأسترالي عن دائرة Division of Darwin ‏ (13 ديسمبر 1919 – 16 ديسمبر 1922) وانتخب Speaker of the Australian House of Representatives ‏ (23 أكتوبر 1934 – 19 نوفمبر 1940).